# Pronume relativ
În gramatică, pronumele relativ este un pronume care cel mai adesea se referă la un substantiv, la alt pronume sau la o propoziție, reluându-le sau anticipându-le. Este deosebit de toate celelalte pronume prin faptul că în același timp introduce o propoziție subordonată, fiind parte de propoziție în aceasta.
În unele limbi, cel puțin o parte din pronumele relative sunt identice cu pronume interogative:
- în limba română: care, ce, cine, cât[1];
- în limba franceză: qui „ care, cine”, que „pe care”, quoi „ce”, lequel „care”, où „în care”[2];
- în limba engleză: who „care, cine”, which „(pe) care”, whom „(pe) care”, whose „al/a/ai/ale cărui/cărei/căror”[3];
- în diasistemul slav de centru-sud: ko (în limba sârbă și în limba muntenegreană) / tko (în limba croată) „care, cine”, što „care, ce”, koji „care”, čiji „al/a/ai/ale cărui/cărei/căror”[4].

Într-o limbă precum maghiara, pronumele relative sunt formate de la pronumele interogative cu formantul antepus a-, dar acesta este uneori omis, pronumele relativ devenind identic cu cel interogativ: aki „care, cine”, ami „care, ce”, amelyik „care”, amely „care”, ahány „cât”, amennyi „cât”.
Există și pronume relativ numit nul, când poate fi omis, cum este cazul în engleză: There’s the bus I caught „Acolo e autobuzul pe care l-am luat”.
În gramatici ale limbii române se iau în seamă și pronume relative compuse. Un astfel de pronume este format dintr-un pronume demonstrativ urmat de un pronume relativ, dar nu există unitate de vederi în ceea ce privește care combinații sunt considerate ca atare. Avram 1997 menționează că „dintre diversele grupări posibile (acela care, cel care și altele), îmbinarea cel ce este considerată pronume relativ compus datorită, în special, sensului și comportamentului unitar al formei de feminin singular cu valoare de neutru ceea ce”. După Bărbuță 2000, pronumele relative pot avea drept corelative pronume demonstrative (ex. Câștiga acela care venea primul). „Dintre acestea, cel (ceea, cei, cele), îmbinându-se cu ce, a devenit pronume relativ compus” (ex. Cel ce-a plecat nu s-a mai întors), ceea ce dobândind un sens neutru (ex. Tocmai de ceea ce te-ai păzit, n-ai scăpat. (Ion Creangă). Alte gramatici, precum Coteanu 1982, consideră pronume relative compuse nu numai pe cele cu pronumele relativ ce, ci și pe cele cu care, ex. Nu totdeauna are dreptate cel care țipă mai tare.
Unele pronume relative pot fi folosite și ca adjective pronominale relative:
- ro  Mă duc la care / ce film vreau, … la câte filme vreau[9];
- sr  Poslao mi je jednu priču čijeg se naslova ne sećam „Mi-a trimis o poveste de al cărei titlu nu-mi amintesc”[10];
- hu  Annyi könyvet rendeltünk, ahány […] hallgató van „Am comandat atâtea cărți, câți studenți […] sunt”[11].

În funcție de limbă și de pronumele relativ, acesta exprimă una sau două dintre categoriile gramaticale număr, gen și caz (prin declinare), ori pe toate trei:
- În limbile diasistemului slav de centru-sud, bogăția formelor de gen, număr și caz este mai mare decât în română, de exemplu[4].
- În română, pronumele care exprimă prin declinare cazul genitiv-dativ, precum și numărul și genul (la singular), dar numai la acest caz (cărui, cărei, căror), pronumele cât exprimă genul și numărul la nominativ, și cazul genitiv-dativ numai la plural, iar pronumele cine exprimă cazul genitiv-dativ numai la singular, fără să exprime genul[12].
- În franceză, un singur pronume exprimă numărul și genul, pe acesta din urmă la plural numai în scris: lequel, laquelle, lesquels, lesquelles[2].
- În engleză, pronumele relative nu exprimă nici numărul, nici genul. Numai forma whom diferă de who, corespunzând cazurilor dativ și acuzativ din română.

Unii lingviști includ în clasa pronumelor relative și așa-numitele adverbe relative, care se referă și ele la un cuvânt din propoziția regentă și introduc o propoziție subordonată:
- ro  Obligația lui este legarea sacului când se umple[13];
- en  I remember the day (when) I first saw John[14] „Îmi amintesc ziua în care l-am văzut prima oară pe John”, I remember the street where I lived as a child „Îmi amintesc strada pe care locuiam în copilărie”[3];
- fr  les cartons où sont rangées les photos „cutia în care sunt fotografiile”, l’époque où cela s’est produit „epoca în care s-a produs aceasta”[15];
- hu  Amikor megérkeztem, zuhogott az eső „Când am sosit, ploua cu găleata”[16].

## Sintaxa pronumelui relativ în română
Pronumele relativ este cuvânt introductiv în primul rând pentru propoziția atributivă, referentul său din propoziția regentă putând fi:
- un substantiv: scrisoarea pe care am primit-o;
- alt pronume: noi, care i-am fost colegi;
- un adjectiv posesiv: părerea noastră, care i-am fost colegi;
- un numeral: cei doi, care nu fuseseră preveniți;
- toată propoziția regentă: El n-are răbdare, ceea ce mă supără.

Sunt și cazuri în care pronumele relativ nu are referent exprimat: Cine poate, bea.
Și alte tipuri de subordonate pot fi introduse prin pronume relative:
- propoziție subiectivă: Cine poate, bea;
- propoziție predicativă: Problema este cine vine;
- propoziție predicativă suplimentară: Te știu cine ești;
- propoziție completivă directă: Am împărțit ce am câștigat;
- propoziție completivă indirectă: Dau ajutor cui are nevoie;
- propoziție completivă de agent: A fost lăudat de cine l-a văzut;
- propoziție circumstanțială de loc: Intru în ce casă îmi place;
- propoziție circumstanțială instrumentală: Scriu cu ce am;
- propoziție circumstanțială sociativă: A plecat împreună cu cine venise;
- propoziție circumstanțială de relație: Se evidențiază în ce ține de practică;
- propoziția circumstanțială concesivă: Indiferent cine ar suna, nu deschid ușa;
- propoziție circumstanțială opozițională: În loc de cine era așteptat, a venit Petre;
- propoziție circumstanțială cumulativă: Pe lângă ce avea în casă, a mai cumpărat;
- propoziție circumstanțială de excepție: N-am dat nimănui, în afara cui mi-ai spus.

Introducând o subordonată, pronumele relativ are în același timp o funcție sintactică în aceasta, putând fi:
- subiect: în săptămâna care vine…[20];
- complement direct: cartea pe care mi-ai recomandat-o[21];
- complement indirect: fata căreia i-am dat flori[9];
- atribut: Mă duc la care film vreau.